# Marta Guadalupe Rivera-Ferre
Marta Guadalupe Rivera-Ferre (Còrdova, 1974) és una veterinària i sociòloga espanyola, investigadora del Consell Superior d'Investigacions Científiques (CSIC) i professora universitària. És també activista del canvi climàtic.
Rivera-Ferre és investigadora a Ingenio, centre mixt del CSIC i la Universitat Politècnica de València, professora a la Universitat de Vic-Universitat Central de Catalunya i membre de la Facultad Latinoamericana de Ciencias Sociales (FLACSO-España), coordina la línia de recerca «Comunitats sostenibles, innovacions socials i territoris» dins del grup de recerca Societats, Polítiques i Comunitats Inclusives. Va ser directora de la Càtedra d'Agroecologia i Sistemes Alimentaris.
És membre de l'equip editorial de les revistes International Journal of Sociology of Agriculture and Food, Journal of Sustainable Development i Sobirania Alimentària, Biodiversitat i Cultures. Ha participat com a autora líder als grups de l'ONU Avaluació Internacional del Coneixement Agrícola, la Ciència i la Tecnologia pel Desenvolupament (IAASTD, 2005-2008) i el Grup Intergovernamental sobre el Canvi Climàtic (IPCC, 2010-2014). És coautora de l'informe Impactos, vulnerabilidad y adaptación al cambio climático de la apicultura mediterránea (2016), per abordar els problemes causats pel canvi climàtic que ja estan afectant l'apicultura de la costa mediterrània de la península Ibèrica, com ara la sequera, els canvis en la floració o interaccions plantes–polinitzadors.
Amb un perfil multidisciplinari en l'anàlisi de la societat i el medi ambient dins dels sistemes agroalimentaris, té un interès particular en els sistemes agroalimentaris alternatius sota el paradigma de la sobirania alimentària i, més recentment, en l'anàlisi de teories feministes i de comuns que puguin ser adoptades per la recerca agroalimentària.

## Obra
- Comunes reproductivos (Los Libros De La Catarata, 2022)